# Периеки
Перииките (на старогръцки: περίοικοι; произношение на съвременен гръцки: периики) са жители на древна Спарта. Те представлявали автономна група от свободни хора, които обаче не се числели към гражданите. Можели са да търгуват и да притежават земя. Били също задължени да участват в армията. Периеките били единствените спартанци, които имали право да пътуват до други градове без специално разрешение. Основната им концентрация била по бреговете и високите части на Лакония. Името περίοικοι произлиза от περί („около“) и οἶκος („жилище“, „къща“).